# 24 Carat Gold
A 24 Carat Gold a Scooter együttes 2002-ben megjelent válogatáslemeze. Tartalmazza az addig megjelent összes (szám szerint 24) kislemezt. A számok többségét digitálisan újrakeverték, és egy részüket meg is vágták, hogy felférjenek a CD-re. A lemez második kiadását 24+3 Carat Goldnak nevezték el, felkerült rá ugyanis három újabb kislemez: a Maria, a The Night, és a Weekend. Érdekesség, hogy utóbbi egy bónuszlemez kiadásával bővült ki, mely a Scooter egyetlen valaha is megjelent 8 cm-es Mini CD-je.

## Számok listája
1. Nessaja
2. Ramp! (The Logical Song)
3. Aiii Shot the DJ
4. Posse (I Need You on the Floor)
5. She’s the Sun
6. I’m Your Pusher
7. Fuck the Millennium
8. Faster Harder Scooter
9. Call Me Mañana
10. I Was Made For Lovin’ You
11. We Are the Greatest
12. How Much Is the Fish?
13. No Fate
14. The Age of Love
15. Fire
16. Break It Up
17. I’m Raving
18. Rebel Yell
19. Let Me Be Your Valentine
20. Back in the UK
21. Endless Summer
22. Friends
23. Move Your Ass!
24. Hyper Hyper

### 24+3 Carat Gold plusz számok
1. Maria (I Like It Loud)
2. The Night
3. Weekend!